# Mykołajiwka (hromada Stari Majaky)
Mykołajiwka (ukr. Миколаївка) – wieś na Ukrainie, w obwodzie odeskim, w rejonie berezowskim, w hromadzie Stari Majaky. W 2001 liczyła 1423 mieszkańców, spośród których 1402 wskazało jako ojczysty język ukraiński, 5 rosyjski, 13 mołdawski, 1 bułgarski, a 2 inny.

## Urodzeni
- Nikołaj Żugan